# West Wing - Tutti gli uomini del Presidente
West Wing - Tutti gli uomini del Presidente (The West Wing) è una serie televisiva drammatica statunitense creata da Aaron Sorkin, andata in onda dal 1999 al 2006 sul canale televisivo NBC. Ambientata nell'Ala Ovest della Casa Bianca (da cui il titolo) dove lavorano il Presidente degli Stati Uniti d'America e il suo staff, e dove è ubicato il famoso Studio Ovale, racconta le problematiche quotidiane, le difficili decisioni pubbliche e private del Presidente democratico Josiah "Jed" Bartlet e del suo staff, dalla campagna per la sua prima elezione al giuramento del suo successore, otto anni dopo.
È stato scritto e diretto da Sorkin per le prime quattro stagioni, con la collaborazione di Thomas Schlammer; dalla quarta da John Wells. Avvalendosi della consulenza di veri occupanti dell'Ala Ovest, ha conquistato pubblico e critica per il tono realistico degli episodi, oltre che per la bravura dei protagonisti, diventando con 26 Emmy Award vinti uno degli show di maggior successo della storia della televisione statunitense.
La serie, prodotta dalla Warner Bros. Television, è stata trasmessa in dozzine di paesi fino alla sua conclusione il 14 maggio 2006: nei suoi sette anni ricevette giudizi molto positivi da parte della critica, di politologi e di ex membri degli staff presidenziali; ha anche vinto 2 Golden Globe e 26 Emmy Award, condividendo con Hill Street Blues il secondo posto nella classifica delle serie televisive più premiate dall'Academy of Television Arts and Sciences nella categoria serie drammatica.
Il rating dello show calò negli ultimi anni, dopoché il suo creatore Aaron Sorkin (che sceneggiò in tutto o in parte 85 dei primi 88 episodi) lasciò alla fine della quarta stagione, rimanendo comunque molto popolare tra gli spettatori ad alto reddito, chiave demografica costante nella vita dello show.

## Programmazione
In Italia le prime quattro stagioni sono state trasmesse in anteprima su Rete 4 dall'11 luglio 2002; successivamente la serie è arrivata sul canale satellitare Fox il quale ha trasmesso in anteprima esclusiva la quinta stagione dal 30 settembre 2007. Dopo poco più di un anno, la serie è approdata sul canale digitale terrestre a pagamento Steel che ha trasmesso la sesta stagione a partire dall'11 gennaio 2009 con due episodi settimanali, per poi trasmettere la settima ed ultima un anno dopo dal 2 gennaio al 13 marzo 2010. In seguito, la serie è tornata in onda anche su Rete 4 con la quinta e sesta stagione trasmesse durante la prima metà del 2009 e la settima stagione dal 13 settembre 2010.

## Cast
The West Wing ha impiegato un vasto cast per ritrarre i diversi impiegati che prendono parte al lavoro quotidiano del governo federale. Il Presidente, la First Lady e i più importanti membri del suo staff formano il cast principale; numerosi personaggi secondari, che compaiono in modo intermittente, completano le trame che ruotano intorno ai protagonisti.
Ciascuno degli attori principali guadagnava circa 75.000 dollari ad episodio, mentre l'ultimo salario accertato di Martin Sheen era di circa 300.000 dollari; anche Rob Lowe aveva uno stipendio a sei cifre, 100.000 dollari, perché il suo personaggio all'inizio doveva avere un ruolo più centrale. Le disparità negli stipendi portarono a svariate discussioni pubbliche, soprattutto da parte di Janney, Schiff, Spencer e Whitford. Durante i negoziati per i contratti del 2001 questi quattro attori furono minacciati di licenziamento dalla Warner Bros. Tuttavia la loro lotta comune riuscì a persuadere lo studio a dargli più del doppio del loro vecchio stipendio e due anni dopo gli stessi quattro attori richiesero un ulteriore raddoppio, alcuni mesi dopo che la Warner Bros. aveva firmato la messa in onda dei nuovi episodi con la NBC e Bravo.
John Spencer, che impersonava Leo McGarry, è morto per un attacco di cuore il 16 dicembre 2005, circa un anno dopo che il suo personaggio aveva subito un simile e quasi mortale infarto nello show.
Un breve messaggio commemorativo di Martin Sheen è stato trasmesso prima di Running Mates, il primo nuovo episodio andato in onda dopo la morte di Spencer. La morte di Spencer si riflette con la scomparsa del suo personaggio dall'episodio Election Day andato in onda il 2 aprile 2006.
Originariamente per molti dei ruoli erano stati presi in considerazione interpreti diversi. Bradley Whitford ha dichiarato in un'intervista contenuta nei DVD della prima stagione che originariamente era stato considerato per interpretare Sam, benché avesse fatto il provino per il personaggio di Josh, che inoltre desiderava e che era stato scritto specificamente per lui da Aaron Sorkin. Nella stessa intervista Janel Moloney ha raccontato che in un primo tempo era stata considerata per interpretare C.J. e che il ruolo che aveva alla fine ottenuto, Donna, non era ancora considerato come personaggio ricorrente. Alan Alda e Sidney Poitier erano stati seriamente considerati come adatti a ricorprire il ruolo del presidente, Judd Hirsch quello di Leo, Eugene Levy come Toby e CCH Pounder per C.J.

### Interpreti e personaggi principali
- Josiah Bartlet (stagioni 1-7), interpretato da Martin Sheen e doppiato da Carlo Sabatini.
È Presidente degli Stati Uniti d'America.
- Claudia Jean "C.J." Cregg (stagioni 1-7), interpretata da Allison Janney e doppiata da Ludovica Modugno (st. 1-6) e da Angiola Baggi (st. 7).
È la Portavoce della Casa Bianca.
- Tobias "Toby" Zachary Ziegler (stagioni 1-7), interpretato da Richard Schiff e doppiato da Luca Biagini (st. 1-5) e da Nicola Marcucci (st. 6-7).
È il Direttore delle Comunicazioni.
- Sam Seaborn (stagioni 1-4), interpretato da Rob Lowe e doppiato da Massimo Rossi.
È il Vicedirettore delle Comunicazioni.
- Leo Thomas McGarry (stagioni 1-7), interpretato da John Spencer e doppiato da Stefano De Sando.
È Capo dello Staff.
- Joshua "Josh" Lyman (stagioni 1-7), interpretato da Bradley Whitford e doppiato da Stefano Mondini.
È il vice-Capo dello Staff della Casa Bianca.
- Charlie Young (stagioni 1-7), interpretato da Dulé Hill e doppiato da Alessandro Quarta.
È l'assistente Personale del Presidente.
- Donatella "Donna" Moss (stagioni 1-7), interpretata da Janel Moloney e doppiata da Deborah Ciccorelli.
È la prima Assistente di Josh Lyman.
- Dr. Abigail "Abbey" Bartlet (stagioni 1-7), interpretata da Stockard Channing e doppiata da Silvia Pepitoni (st. 1-5) e da Antonella Rinaldi (st. 6-7).
È la moglie del presidente e First Lady.
- Will Bailey (stagioni 5-7), interpretato da Joshua Malina e doppiato da Gaetano Varcasia.
È il sostituto di Sam Seaborn come Vicedirettore delle comunicazioni. Ha studiato a Eaton. È avvocato ed è Tenente Maggiore Riservista dell'Aviazione e lavora con il JAG.

### Interpreti e personaggi secondari
- Mandy Hampton (stagione 1), interpretata da Moira Kelly.
Consulente politica ed ex fidanzata di Josh.
- Zoey Patricia Bartlet (stagioni 1-2, 4-7), interpretata da Elisabeth Moss.
Figlia più giovane del Presidente Bartlet. Quando viene rapita l'FBI apre un fascicolo su di lei: n. 7AWF83429.
- Joey Lucas (stagioni 1-7), interpretata da Marlee Matlin.
Esperta di sondaggi a cui spesso si rivolge l'amministrazione Bartlet. Sordomuta, anche lei con una storia irrisolta con Josh.
- Margaret Hooper (stagioni 1-7), interpretata da NiCole Robinson.
Efficientissima (seppur eccentrica e bizzarra) segretaria di Leo McGarry.
- Carol Fitzpatrick (stagioni 1-7), interpretata da Melissa Fitzgerald.
Assistente del portavoce presidenziale.
- Ammiraglio Percival "Fitz" Fitzwallace (stagioni 1-5), interpretato da John Amos.
Capo dello stato maggiore congiunto.
- John Hoynes (stagioni 1-7), interpretato da Tim Matheson.
Vicepresidente degli Stati Uniti d'America, in seguito candidato alle primarie del Partito Democratico.
- Dolores Landingham (stagioni 1-2), interpretata da Kathryn Joosten.
Segretaria personale del Presidente, la donna che gestisce tutti i suoi appuntamenti e regola il flusso dei visitatori presidenziali.
- Nancy McNally (stagioni 2-7), interpretata da Anna Deavere Smith.
Consigliere per la sicurezza nazionale.
- Ainsley Hayes (stagioni 2-3, 7), interpretata da Emily Procter.
Assistente legale alla Casa Bianca, repubblicana. Riappare brevemente nell'ultima stagione, vuole diventare consigliere della Casa Bianca per l'Amministrazione Santos.
- Amy Gardner (stagioni 3-7), interpretata da Mary-Louise Parker, doppiata da Laura Latini.
Influente attivista nel campo dei diritti delle donne, ex ragazza di Josh, con cui ha continui battibecchi e schermaglie, è a più riprese consigliere del Governo, e poi della first lady.
- Debbie Fiderer (stagioni 3-7), interpretata da Lily Tomlin.
Segretaria personale del Presidente dopo la morte della signora Landingham.
- Glenn Allen Walken (stagioni 4-5), interpretato da John Goodman.
Speaker della Camera dei Rappresentanti, Presidente degli Stati Uniti d'America pro tempore.
- Bob Russell (stagioni 5-7), interpretato da Gary Cole.
Vicepresidente degli Stati Uniti d'America.
- Matthew Santos (stagioni 6-7), interpretato Jimmy Smits.
Candidato democratico alla presidenza dopo Bartlet.

## Produzione

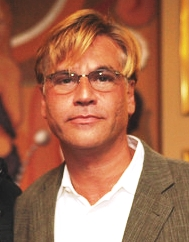
Aaron Sorkin, creatore della serie.

La serie ha avuto Aaron Sorkin come creatore e produttore esecutivo per l'episodio pilota accanto al regista Thomas Schlamme e al produttore televisivo John Wells, produttori Kristin Harms e Llewellyn Wells, Michael Hissrich co-produttore.
La prima stagione propriamente detta vide il ritorno di tutti coloro che avevano collaborato al pilot, con l'aggiunta di Ron Osborn e di Jeff Reno come consulenti di produzione, Rick Cleveland come secondo co-produttore e Robert W. Glass come produttore associato; quest'ultimo lasciò il team dopo soltanto cinque episodi, Osborn e Reno dopo nove. Per quanto riguarda la scrittura degli episodi, Paul Redford fu lo story editor, coadiuvato da Lawrence O'Donnell Jr., story editor esecutivo per la seconda metà della stagione.
Con la seconda stagione Kevin Falls divenne coproduttore esecutivo, Cleveland si ritirò mentre Redford e O' Donnell furono promossi a co-produttori, assieme a Peter Parnell e Patrick Cadell; Julie Herlocker e Mindy Kanaskie divennero produttori associati. In questa stagione O' Donnell produsse cinque episodi e Hissrich dodici.
Nella terza stagione se ne andarono Parnell, Cadell e Herlocker e per un periodo anche O'Donnell. Il regista Christopher Misiano divenne supervisore di produzione, Patrick Ward produttore associato e Redford produttore. Con il tredicesimo episodio della terza stagione il regista Alex Graves divenne un ulteriore supervisore di produzione mentre Eli Attie si unì allo staff degli sceneggiatori come story editor.
La quarta stagione venne segnata da un temporaneo allontanamento di Hissrich. Misiano e Graves divennero co-produttori esecutivi accanto a Falls, Attie venne promossa a executive story editor e Debora Cahn prese il suo posto nello staff degli sceneggiatori. Dal quattordicesimo episodio Redford divenne supervisore di produzione e Kanaskie, Ward e Attie furono promossi a co-produttori.
La quinta stagione vide la partenza sia di Sorkin che di Schlamme come produttori esecutivi, benché quest'ultimo restò all'interno dello show come consulente esecutivo: John Wells rimase l'unico produttore esecutivo e showrunner. Anche il co-produttore esecutivo Kevin Falls se ne andò, ma ritornò O'Donnell come consulente di produzione, a cui Wells affiancò Carol Flint, Alexa Junge, Peter Noah e John Sacret Young, i quali dal decimo episodio furono promossi a supervisori di produzione. Come produttori al nuovo aggiunto Andrew Stearn si affiancò il promosso Attie, mentre Cahn divenne story editor, lasciando il suo post nel team di sceneggiatori a Josh Singer.
Con la sesta stagione Misiano e Graves furono promossi a produttori esecutivi, Redford e Junge lasciarono lo show, Dylan K. Massin divenne nuovo co-produttore, Cahn executive story editor ed ancora una volta Josh Singer prese il posto di quest'ultima, come story editor. Il quarto episodio vide l'addio di uno tra i primi membri della produzione, Llewellyn Wells, e dal quattordicesimo Debora Cahn fu promossa a co-produttore.
Nella settima stagione Noah e O'Donnell divennero produttori esecutivi supplementari, Attie supervisore di produzione e Hissrich tornò nel suo ruolo di produttore per l'ultima puntata.

## Episodi
| Stagione         | Episodi | Prima TV originale | Prima TV Italia |
| ---------------- | ------- | ------------------ | --------------- |
| Prima stagione   | 22      | 1999-2000          | 2002-2003       |
| Seconda stagione | 22      | 2000-2001          | 2003-2004       |
| Speciale         | 1       | 2001               | 2004            |
| Terza stagione   | 21      | 2001-2002          | 2004-2005       |
| Quarta stagione  | 23      | 2002-2003          | 2005            |
| Quinta stagione  | 22      | 2003-2004          | 2007            |
| Sesta stagione   | 22      | 2004-2005          | 2009            |
| Settima stagione | 22      | 2005-2006          | 2010            |

In The West Wing, come in molti serial drammatici, sono presenti degli archi narrativi che si svolgono per parecchi episodi o intere stagioni; oltre a questi ne sono presenti di minori che si concludono nell'arco della singola puntata. La maggior parte degli episodi raffigurano il presidente Bartlet ed il suo staff attraverso particolari avvenimenti legislativi o politici, che possono spaziare dai negoziati riservati con membri del Congresso (Cinque voti in meno), a problemi personali come il sesso (Sbarco imminente, Il giorno delle pulizie) o all'uso di droghe (tematica importante durante le prime due stagioni). L'episodio tipico segue senza interruzioni il Presidente ed il suo personale con il loro giorno, generalmente seguendo parecchie storie parallele collegate da una certa idea o tematica: il grande set raffigurante la Casa Bianca permette ai produttori di operare pochi stacchi tra le varie scene, "inseguendo" gli attori mentre si spostano da un ambiente all'altro parlando tra loro e prendendo decisioni. Questi "walk and talk" si sono trasformati in una caratteristica vincente della serie.
Nella prima stagione, la trama si incentra sugli avvenimenti del primo anno di mandato presidenziale e sulle relative difficoltà a realizzare od armonizzare le decisioni delle precedenti legislazioni. La seconda stagione è incentrata su alcuni scandali, sulla reticenza circa la malattia di Bartlet e sull'eventuale ricandidatura presidenziale per un secondo mandato. La terza e quarta stagione tengono l'attenzione puntata sulla campagna elettorale e sul fantasma del terrorismo, interno ed estero. Nella quinta stagione il presidente comincia ad incontrare più difficoltà con la politica estera, mentre in quella interna deve affrontare lo scontro con il nuovo speaker della Camera sul futuro del budget federale. La sesta stagione si basa sulla ricerca di un candidato per sostituire Bartlet alle presidenziali e sulle primarie di parecchi candidati di entrambi i partiti. Nella settima stagione il presidente deve affrontare una grave fuga di informazioni confidenziali dall'interno della Casa Bianca, mentre i candidati democratico e repubblicano combattono per vincere le elezioni presidenziali.

## L'Ala Ovest e lo Studio Ovale

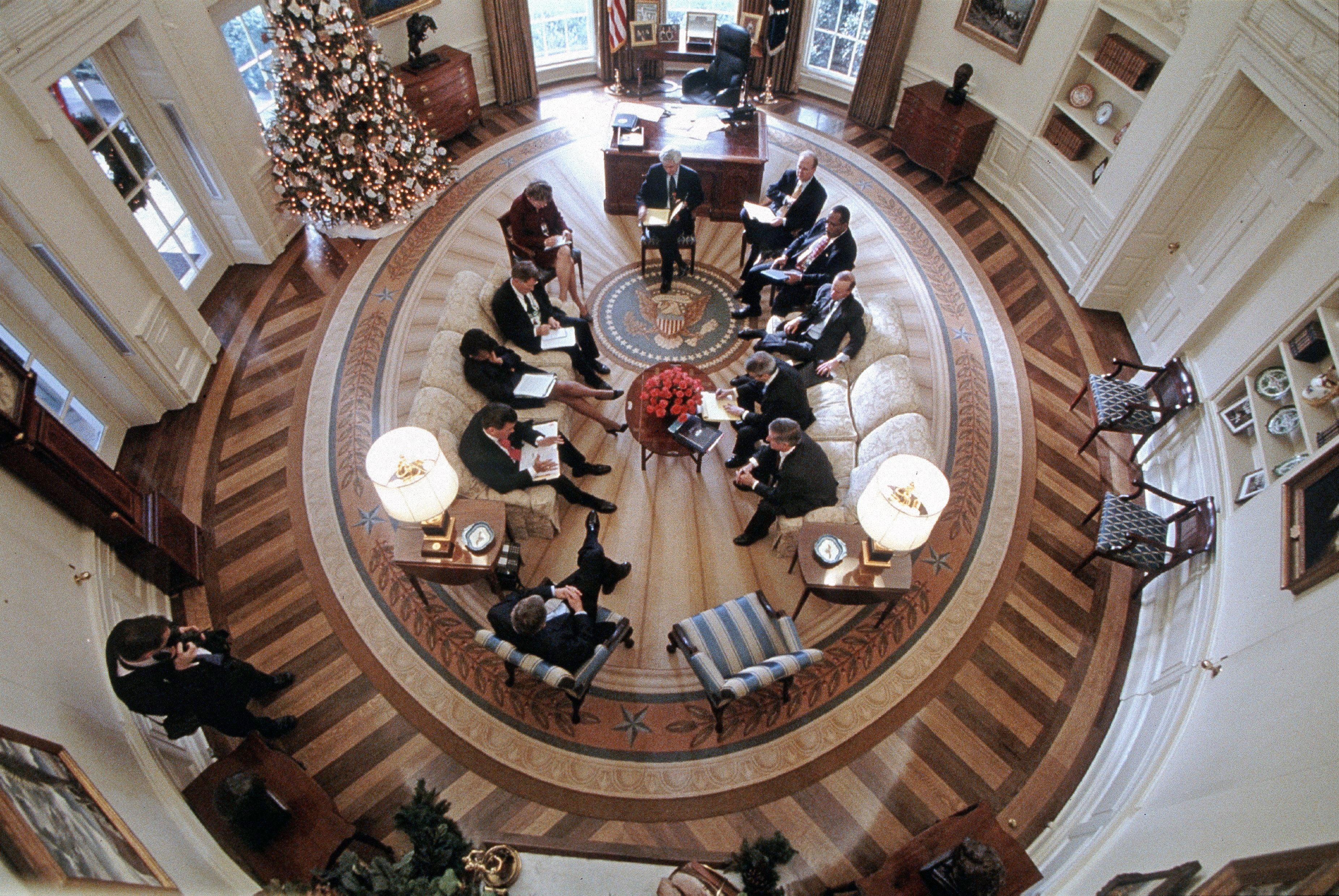
Lo Studio Ovale fotografato dall'alto

Gran parte degli avvenimenti descritti nella serie avvengono nell'Ala Ovest della Casa Bianca, spesso nello Studio Ovale, l'ufficio dove svolge la maggior parte del proprio lavoro il Presidente. Aggiunta alla struttura originaria della Casa Bianca agli inizi del XX secolo per accogliere lo staff presidenziale, il cui numero andava sempre aumentando, l'Ala Ovest comprende lo Studio Ovale, gli uffici dei membri dello staff presidenziale, la Sala di Gabinetto, in cui si riuniscono il Presidente e i vari Segretari dei ministeri governativi, e la "Situation Room", la sala da dove vengono gestite le crisi internazionali, dotata di strumentazioni elettroniche sofisticate.
Costruito dall'architetto James Hoban, lo Studio Ovale ospita dal 1909 il Presidente, che fino ad allora aveva svolto la propria attività da una stanza nella residenza principale della Casa Bianca: il primo ad occuparlo fu William Howard Taft. Inizialmente collocato al centro dell'Ala Ovest, seriamente danneggiato da un incendio nel 1929, fu inizialmente ricostruito nella sua sede originaria, e poi, ingrandito e migliorato, spostato nell'angolo sudest della costruzione, sotto la presidenza di Franklin Delano Roosevelt.
Mentre ogni nuovo Presidente apporta delle modifiche all'arredamento dello Studio, cambiando il grande tappeto o i tendaggi, la scrivania presidenziale è rimasta sostanzialmente la stessa dal 1879, quando la regina d'Inghilterra Vittoria la donò al Presidente Rutherford Birchard Hayes. È chiamata "Resolute Desk", in quanto ricavata dal legno della nave inglese HMS Resolute.

## Evoluzione dello show
La serie nasce dallo sviluppo del film del 1995 Il presidente - Una storia d'amore, di cui Aaron Sorkin aveva scritto la sceneggiatura: gli elementi inutilizzati della trama del film e un suggerimento di Akiva Goldsman lo ispirarono per il serial.
Sorkin aveva intenzione di incentrare lo show su Sam Seaborn, responsabile delle comunicazioni dello staff di Bartlet, lasciando la figura del presidente in un ruolo molto secondario. Tuttavia, la presenza di Bartlet sullo schermo aumentò gradualmente ed il suo ruolo divenne sempre maggiore con lo svolgersi della serie, in seguito al giudizio positivo del pubblico e della critica per la performance di Martin Sheen. Ciò fece diminuire l'importanza del personaggio di Lowe, il che fu uno dei motivi per cui alla fine della quarta stagione l'attore scelse di lasciare il cast.
Per le prime quattro stagioni, Sorkin scrisse quasi ogni episodio della serie, riutilizzando occasionalmente parti di trama, titoli di episodi, nomi di personaggi ed attori del suo precedente lavoro, Sports Night, una sitcom nella quale aveva cominciato a sviluppare il suo stile per i dialoghi fatto di ritmo, umorismo e citazioni colte.
L'amico regista e produttore esecutivo Thomas Schlamme sviluppò il walk and talk: la telecamera segue senza interruzione i personaggi mentre parlano e si spostano da una stanza all'altra discutendo dei problemi, e questa tecnica divenne ben presto uno dei marchi stilistici del telefilm. L'irregolare metodo di scrittura di Sorkin provocò spesso aggravi nei costi e slittamenti del programma: l'autore scelse di lasciare lo show dopo la quarta stagione a causa dei suoi sempre maggiori problemi personali, compreso un arresto molto pubblicizzato per possesso di droghe illegali; assieme a lui abbandonò anche Thomas Schlamme. John Wells, il produttore esecutivo rimasto, prese il comando dopo la loro partenza.
L'ultima puntata dello show è andata in onda il 14 maggio 2006.

## Punti di contatto con l'attualità politica
The West Wing si caratterizza per la frequente presenza di discussioni su argomenti di stretta attualità: dopo le elezioni del 2000 vinte da George W. Bush, molti si sono stupiti per come lo show, liberal, avesse potuto mantenere le sue impostazioni di analisi e rielaborazione del mondo reale; questa linea ha risposto alla questione se l'impostazione liberale può mantenere una relativa attinenza ed attualità. Tuttavia, esaminando molte delle stesse iniziative prese dall'amministrazione Bush da un punto di vista democratico, lo show ha continuato a fare appello ad un vasto pubblico sia di Democratici, sia di Repubblicani.
Nella seconda stagione il presidente Bartlet, ad una festa privata alla casa Bianca per i membri delle principali stazioni radio nazionali, attacca con una dura invettiva un'ospite, la speaker Jenna Jacobs a causa delle sue idee sull'omosessualità. La dottoressa Jacobs è una caricatura della dottoressa Laura Schlessinger, che lavora alla radio e disapprova fortemente l'omosessualità. Secondo Barbara Mikkelson di snopes.com, molti dei riferimenti biblici che il presidente fa alla Jacobs potrebbero derivare da una lettera aperta indirizzata alla Schlessinger, circolata online all'inizio di maggio 2000.
L'amministrazione Bartlet nella seconda e terza stagione è scossa da uno scandalo che può essere paragonato all'affaire Monica Lewinsky. Al presidente Bartlet nel 1992 era stata diagnosticata la sclerosi multipla, ma lui ha taciuto la propria malattia all'elettorato durante le elezioni. Per questo è indagato dal Congresso, dominato dall'opposizione, per aver ingannato i cittadini e alla fine accetta la censura del Congresso. Molti gruppi di sostegno per malati di sclerosi multipla hanno elogiato lo show per l'esatta rappresentazione dei sintomi della malattia e per aver rimarcato che non è mortale.
La Società Nazionale Sclerosi Multipla ha detto:
A seguito dell'11 settembre 2001, l'inizio della terza stagione è stato posposto di una settimana, come per la maggior parte delle première televisive di quell'anno. Uno script per un episodio speciale venne rapidamente scritto e girato il 21 settembre. L'episodio "Isacco ed Ismaele" andò in onda il 3 ottobre e mostrò, in modo sobrio e senza isterismi, la realtà del terrorismo negli Stati Uniti e nel resto del mondo, anche senza alcun riferimento specifico all'11 settembre: benché l'episodio abbia ricevuto critiche contrastanti, ha messo in mostra la flessibilità dello show di riallacciarsi agli eventi attuali. Il cast dello show dichiara all'apertura dell'episodio che lo stesso non fa parte della continuità del telefilm, ed invita a donare fondi per i pompieri ed i vigili urbani di New York.
Se gli attacchi dell'11 settembre non si presentano nella continuità del serial, il paese prende ugualmente parte alla guerra contro il terrorismo: durante la terza stagione un ordigno pronto ad esplodere è scoperto sotto il Golden Gate e per risposta il presidente ordina l'assassinio del leader terrorista Abdul ibn Shareef. Alla fine della quarta stagione il conflitto si intensifica perché Zoey Bartlet (Elisabeth Moss), la figlia più giovane del presidente, viene rapita da estremisti islamici del Qumar (Stato immaginario): in risposta a ciò il Qumar viene bombardato. Questo storyline ha molte somiglianze sia con l'invasione statunitense dell'Afghanistan, sia con i rapporti degli USA con l'Arabia Saudita, portando così nell'universo del telefilm la questione del Medio Oriente in prima linea nei rapporti di politica estera e rendendo il terrorismo una seria minaccia. Nella terza, quarta e quinta stagione il gruppo terroristico immaginario Bahji sembra fungere da controfigura per al-Qāʿida, ma nella sesta e settima stagione i protagonisti accennano ad al-Qāʿida stessa come ad una minaccia, malgrado in nessun punto dello storyline si sia mai fatto accenno ai suoi attacchi terroristici (anche se all'inizio della seconda stagione Nancy McNally si riferisce ad Osama bin Laden come ad una minaccia potenziale).
A metà della quarta stagione la Casa Bianca si confronta con il genocidio nell'immaginario Stato africano del Kundu Equatoriale, tematica che porta alla mente quello del Ruanda del 1994: il risultato è un nuovo corso di politica estera dell'amministrazione Bartlet e un intervento militare per arrestare la violenza, giunto dopo molte esitazioni e dubbi sul definire quel conflitto come genocidio. Nella realtà l'amministrazione Clinton non intervenne in Ruanda, rendendo così la scelta dello show una sorta di imperativo morale.
Nella sesta e settima stagione The West Wing esplora la perdita di informazioni top secret da parte di un importante membro dello staff, avvenimenti messi a confronto con il Valerie Plame affair. Nel serial la Stazione Spaziale Internazionale è danneggiata e non può più produrre a lungo ossigeno per far respirare gli astronauti: non ci sono altri mezzi per salvarli ma il presidente si ricorda dell'esistenza di uno Space Shuttle top-secret. In seguito all'inerzia del presidente, la storia dello shuttle arriva ad un reporter della Casa Bianca, Greg Brock (analogo a Judith Miller), che ci scrive sopra un articolo per il New York Times. Brock non rivela la sua fonte e va in prigione pur di non farlo, come Miller. Per porre fine ai controlli che le autorità mettono in atto, sospettando in primis il Capo del Personale C. J. Cregg, Toby Ziegler ammette di essere lui il responsabile della fuga di notizie, ed il presidente è costretto a dimetterlo. Invece nell'affaire Plame si ebbe l'arresto e la condanna di Lewis Libby, Capo del Personale del vicepresidente, per spergiuro nella testimonianza resa ad un Gran Giurì. Nessuno è stato condannato per aver fatto saltare la copertura di Plame: Richard Armitage, un funzionario del Dipartimento di Stato, ammise di aver fatto fuoriuscire informazioni su Plame ai reporter ma non è stato incriminato. I due anni e mezzo di prigione comminati a Libby sono stati poi commutati dal presidente Bush (applicando una possibilità data dalla sentenza) in un'ammenda di 250.000 dollari. Nel serial il presidente Bartlet, in procinto di lasciare la Casa Bianca, firma il perdono presidenziale per Toby Ziegler.
Altre tematiche esplorate nello show sono:
- Le ambizioni nucleari della Corea del Nord e dell'Iran
- La situazione tesa e un'invasione dei confini fra l'India ed il Pakistan
- La legislazione del Central American Free Trade Agreement
- La formazione del Progetto Minuteman
- Il perenne stato di tensione e gli attacchi terroristici tra Israele, Cisgiordania e striscia di Gaza, compresa una trattativa di pace a Camp David, simile al vertice di Camp David del 2000
- Il genocidio in Darfur, Sudan
- L'AIDS nell'Africa Subsahariana
- Il processo di pace dell'Irlanda del Nord
- La guerra ai narcotrafficanti e la situazione di conflitto in Colombia
- Polemica sopra il disegno intelligente nelle scuole
- Tensioni internazionali e il conflitto potenziale fra la Cina e Taiwan sullo status politico di quest'ultimo (situazione simile alla cosiddetta Terza crisi dello stretto quando nel 1996 la RPC tenne esercitazioni militari in risposta alle prime elezioni democratiche a Taiwan)
- Un omicidio simile a quello di Matthew Shepard
- Una crisi del governo federale, come quella avvenuta nel 1995
- La difesa 1996 della Legge di unione (citata direttamente, con riconoscimento di unione e santità romanzati delle Leggi di unione)
- Attacchi dell'antrace contro l'amministrazione Bartlet
- L'abbattimento di un caccia stealth Lockheed F-117 Nighthawk in Iraq, simile a quanto avvenuto in Jugoslavia il 27 marzo 1999
- La morti di tre Americani nell'attacco ad un convoglio diplomatico nella striscia di Gaza
- Una misteriosa esplosione nucleare nell'Oceano Indiano, simile all'incidente Vela
- Una serie di esplosioni in edifici a Mosca, con il sospetto che siano stati organizzati dal presidente russo
- Finanziamento federale per le arti.
- La crisi di Perejil fra il Marocco e la Spagna nel 2002 è trasfigurata, nella quinta stagione, in uno scontro militare tra Grecia ed Albania per il controllo di un isolotto abbandonato, abitato soltanto da capre.

## Critiche
Questo telefilm offre un insolito spaccato dei meccanismi interni dell'indirizzo più potente degli Stati Uniti, il 1600 Pennsylvania Avenue: molte critiche però sono state scritte circa la legittimità dello show, il suo colore politico ed i relativi meriti.

### Realismo
The West Wing non è completamente fedele alla vera Ala Ovest, poiché vi sono stati inseriti elementi di fiction, necessari per mantenere costante l'interesse dei telespettatori. Nonostante questo ex membri dello staff della Casa Bianca hanno ammesso che "arriva al cuore [dell'ala ovest], eliminando le centinaia di dettagli non drammatici."
L'ex Addetta Stampa della Casa Bianca Dee Dee Myers così come l'esperto sondaggista Patrick Caddell hanno partecipato come consulenti per lo show fin dalla prima stagione, aiutando gli sceneggiatori e gli attori descrivendo accuratamente l'ala ovest; altri ex membri dello staff della Casa Bianca, come Peggy Noonan e Gene Sperling, sono stati impiegati come consulenti per brevi periodi.
Uno speciale documentario nella terza stagione ha confrontato la rappresentazione data dallo show dell'Ala Ovest con quella reale: molti ex dipendenti hanno applaudito l'immagine data dal serial, compreso il consigliere David Gergen, l'Addetta Stampa Dee Dee Myers, il Segretario di Stato Henry Kissinger, il Capo del Personale Leon Panetta, il Vice Capo del Personale Karl Rove e gli ex presidenti Gerald Ford, Jimmy Carter e Bill Clinton.
Se alcuni critici hanno spesso elogiato The West Wing per la cura della sceneggiatura, altri hanno trovato lo show irrealisticamente ottimistico: gran parte di queste critiche sono dovute all'ingenuità ancora presente nei protagonisti. La critica televisiva Heather Havrilesky ha scritto «... come puoi andare dall'essere un innocente insetto a membro dello staff della Casa Bianca senza sporcati o disilluderti conoscendo la lurida realtà della politica?»

### The Left Wing
"The West Wing" è ribattezzata talvolta The Left Wing (cioè "L'Ala Sinistra") dai detrattori perché sarebbe un ritratto dell'amministrazione democratica ideale, a cui si aggiungerebbe una presunta tendenza a demonizzare i repubblicani. Chris Lehman ha dato allo show il carattere di una rivisitazione dell'amministrazione Clinton, un tentativo di rendere solida l'eredità di quel presidente facendo dimenticare agli Stati Uniti l'America i suoi principali scandali, quali quello Lewinsky e Whitewater.
Invece, alcuni repubblicani hanno ammirato lo show fin dal suo inizio, indipendentemente dalle idee politiche di Sorkin o dal lento spostamento verso il centro del serial: nel suo articolo del 2001 "I veri liberali contro The West Wing" Mackubin Owens ha precisato come «anche se la sua gestione è decisamente liberale, il presidente Bartlet possiede le virtù che persino un conservatore potrebbe ammirare. Obbedisce alla Costituzione e alla legge. È devoto alla moglie e alla figlia. Tradire sua moglie non gli passerebbe mai dalla testa. Non è un incapace quando deve affrontare la politica estera - nessun quid pro quo per lui.»
Alcuni elogiano lo show perché avrebbe gettato un ponte tra la destra e la sinistra statunitense: Mostrando il punto di vista democratico sui problemi della nazione e sui dibattiti relativi, la serie ha fornito a molti repubblicani un utile approfondimento circa le opinioni della sinistra.
Il giornalista Matthew Miller ha scritto «benché lo show abbia di base una visione liberal, presenta un'immagine più vera e umana delle persone nella stanza dei bottoni di quanto non facciano oggi i giornalisti di Washington.»

### Impatto sociale
Nonostante i plausi per l'esattezza della serie, Sorkin ha affermato «I miei obblighi non sono verso la verità... il mio obbligo sta nel catturare la vostra attenzione.» L'ex collaboratore della Casa Bianca Matthew Miller ha osservato che Sorkin «cattura gli spettatori rendendo il lato umano della politica più reale della vita - o almeno più reale dell'immagine che otteniamo dalle fonti di informazioni.» Miller inoltre ha notato che raffigurando i politici in questo modo, lo show ha creato un "sovversivo avversario" per le spregiudicate azioni dei politici nei media. Nel saggio The West Wing and the West Wing l'autore Myron Levine concorda con questa tesi, osservando che la serie «presenta un'essenzialmente positiva visione della cosa pubblica e un salutare correttivo agli stereotipi contro Washington e al comune cinismo.»
La dottoressa Staci L. Beavers, professoressa associata di scienza politica alla California State University, San Marcos, ha scritto un saggio breve, The West Wing as a Pedagogical Tool, sull'impiego dello show come mezzo d'istruzione. Ha concluso «se lo scopo delle altre serie televisive è principalmente l'intrattenimento, The West Wing presenta grandi potenzialità pedagogiche.» Lo show, secondo lei, ha scavato in maggior profondità il processo politico finora illustrato in maniera meno efficace dagli altri show come Face the Nation e Meet the Press.
Uno degli effetti più sconosciuti dello show risale al 31 gennaio 2006, quando si disse che The West Wing aveva dato una mano nella sconfitta del governo di Tony Blair alla Camera dei Comuni, durante la cosiddetta "West Wing Plot". La manovra fu presumibilmente ordita dopoché un parlamentare conservatore aveva visto l'episodio "A good day", nel quale i democratici facevano passare un progetto di legge del presidente alla fattura sulle cellule staminali.

### Giudizi critici e tecniche di ripresa
The West Wing è stata oggetto di un lusinghiero giudizio critico dall'ambiente cinematografico grazie al record di nove Premi Emmy vinti. Lo show è stato elogiato per i suoi alti costi di produzione: con un budget di circa 6 milioni per episodio, molti considerano ogni puntata settimanale come un piccolo film. Tuttavia molti nella comunità cinematografica credono che il vero punto di forza del serial siano le sceneggiature argute e prive di tempi morti create da Sorkin
Una trilogia basata sullo show chiamata "The Western Palace" è stata rappresentata al Chance Theater in California
Il telefilm è noto anche per aver sviluppato ed impiegato la tecnica di ripresa detta walk and talk consistente nel mostrare senza stacchi di camera i protagonisti camminare mentre discutono dei problemi che devono affrontare. In una tipica ripresa "walk and talk" la camera precede i personaggi lungo un corridoio mentre parlano l'uno con l'altro: uno di questi di solito smette di parlare (magari perché deve tornare nel proprio ufficio) e il suo interlocutore viene raggiunto da un terzo personaggio che inizia una nuova conversazione mentre riprendono a camminare. Questo sistema crea un'impressione di dinamicità evitando situazioni statiche imperniate su lunghi dialoghi che risulterebbero noiose per lo spettatore ed è diventato un componente che rende riconoscibili a prima vista i dialoghi dello show.

## Premi
Nella sua prima stagione lo show ottenne nove candidature agli Emmy, divenendo la serie televisiva che ha ottenuto il maggior numero di nomination per i membri regolari del cast in una sola stagione. Allison Janney, John Spencer e Stockard Channing vinsero un Emmy ciascuno (rispettivamente come Miglior Attrice Protagonista, Miglior Attore Non Protagonista e Miglior Attrice Non Protagonista); gli altri candidati erano Martin Sheen (Miglior Attore Protagonista), Richard Schiff, Dulè Hill e Bradley Whitford (Miglior Attore Non Protagonista) e Janel Moloney e Mary-Louise-Louise Parker (Miglior Attrice Non Protagonista). Nello stesso anno Mark Harmon, Tim Matheson e Ron Silver ottennero ciascuno una candidatura come Miglior Guest Star, senza però vincere. Ciò porta a dodici le nomination ottenute dal cast in un anno, record mai raggiunto prima dagli altri serial.
Inoltre "The West Wing" si è aggiudicata l'Emmy come miglior serie drammatica per quattro anni di fila (2000, 2001, 2002 e 2003), come prima di lei era accaduto solo con Hill Street e L.A. Law e ciascuna delle sette stagioni ha ottenuto una nomination per il premio. A partire dal 2006, The West Wing è divenuto l'ottavo serial televisivo per numero di premi Emmy vinti: venti ne sono stati assegnati a sceneggiatori, attori e ad altri membri dello staff; Allison Janney è risultata la più premiata del cast, con quattro premi vinti.
Oltre agli Emmy, lo show ha vinto due premi SAG nel 2000 e due nel 2001, attribuiti come miglior attrice e miglior attore ad Allison Janney e Martin Sheen; quest'ultimo nello stesso anno ha vinto anche un Golden Globe. Nel 1999 e nel 2000 The West Wing si è aggiudicata anche il premio Peabody per la teletrasmissione.
W. G. "Snuffy" Walden ha ricevuto un premio Emmy per il Miglior Tema Musicale d'apertura nel 2000 per "The West Wing Opening Theme".
Molti membri del cast sono candidati agli Emmy per la loro interpretazione ma non hanno vinto, compreso Martin Sheen, che è stato candidato ogni anno per tutte e sette le stagioni della serie senza mai vincere, Janel Moloney, candidata due volte, Dulè Hill, Rob Lowe e Mary-Louise-Louise Parker, candidati una volta. Matthew Perry, Oliver Platt, Ron Silver, Tim Matheson e Mark Harmon hanno ricevuto ciascuno una nomination come Miglior Guest Star.

## Il mondo politico di The West Wing

### Politica interna
Tutti i politici ed i funzionari di ogni grado degli Stati Uniti che vengono nominati sono immaginari. Non si conoscono i nomi di tutti i membri dell'amministrazione Bartlet, benché alcuni compaiano più spesso degli altri, come ad esempio il Segretario della Difesa, mentre molti altri funzionari di governo, i sindaci, governatori, giudici, deputati e senatori, vengono appena nominati, senza però comparire in scena. Sono state create anche alcune località fittizie statunitense per delineare alcuni scenari politici:
- San Andreo

San Andreo è una cittadina della California situata vicino a San Diego, ha una popolazione di 42.000 ed ospita una centrale nucleare. Un incidente, che si rivela comunque senza conseguenze, si trasforma in un grave problema per il senatore repubblicano Arnold Vinick, candidato repubblicano durante l'elezione presidenziale del 2006, a causa del forte sostegno di Vinick alle fonti energetiche nucleari e al suo appoggio alla costruzione della centrale. Questo fu uno dei motivi principali nella sconfitta di Vinick nelle elezioni presidenziali contro il membro del Congresso il candidato democratico Matt Santos.
- Hartsfield's Landing

Hartsfield's Landing è una città fittizia nel New Hampshire, abitata da sole 63 persone, 42 delle quali sono registrate per il voto: votano un minuto dopo mezzanotte nel giorno delle primarie dello Stato, molte ore prima di tutto il resto del paese, ed hanno votato per il candidato vincitore alle presidenziali fin dai tempi di William Howard Taft nel 1908. Questo si basa sulla vera storia dei paesi di Hart's Location e Dixville Notch, che infatti nella realtà votano prima di tutto il resto del New Hampshire durante le primarie.
- Kennison State University

La Kennison State è un'università fittizia nello Iowa in cui viene posta una bomba all'inizio della quarta stagione.

### Politica estera
Se parecchi capi di Stato reali vengono citati nello show, molte altre volte per alcune nazioni si citano fittizi governanti. Tra gli esistenti vengono citati Muʿammar Gheddafi, Yasser Arafat, Fidel Castro, la regina Elisabetta II del Regno Unito, il re Bhumibol Adulyadej, il re Carlo XVI Gustavo di Svezia, Thabo Mbeki ed Osama bin Laden mentre, quando si parla di un accordo di pace fra l'Israele e l'autorità palestinese all'inizio della sesta stagione, il presidente dell'autorità palestinese viene detto essere l'inesistente Farad Nizar, nonostante, morto da poco Arafat, come suo successore fosse stato scelto Rawhi Fattuh.
Interi stati sono stati inventati appositamente per simboleggiare molti dei problemi con cui il mondo e l'amministrazione statunitense si deve confrontare.

#### Qumar
Qumar, uno Stato fittizio del Medio Oriente, ricco di petrolio e sostenitore dei terroristi, è più volte una fonte di problemi per l'amministrazione Bartlet e dopo gli attacchi dell'11 settembre è diventato il protagonista delle sottotrame dello show legate al terrorismo. Secondo lo show, il Qumar si trova a sud dell'Iran, nei pressi dell'importante Stretto di Hormuz, la sua capitale e città più grande è Jabal Nafusah (nome anche di una città libica), ed è una monarchia assoluta, governata da un sultano e dalla sua famiglia; precedentemente era un protettorato britannico. Il nome, di fantasia, richiama per assonanza i reali Qatar e Oman, con riferimenti ricollegabili soprattutto al primo.
Lo Stato viene nominato per la prima volta nella terza stagione, dove si accenna ad esso come ad un alleato degli Stati Uniti: lo resta per tutto lo show, benché il sultano e la classe politica locale siano implicati in omicidi, bombardamenti ed operazioni militari. Come conseguenza di un disastro aereo, i gasdotti del paese vengono danneggiati, portando gravi alle difficoltà economiche al Qumar e ai suoi alleati europei. Durante l'ultimo episodio dello show una mappa mostra chiaramente il Golfo Persico, ma il sultanato non c'è.
Qumar è una nazione immaginaria nel Medio Oriente anche nelle sitcom sulla politica inglese Yes, (Prime) Minister.

#### Kundu Equatoriale
Il Kundu Equatoriale è una nazione africana immaginaria, flagellata dall'AIDS e da una guerra civile che assomiglia al genocidio ruandese del 1994. La serie resta vaga circa la sua localizzazione geografica: il suo presidente Nimbala e l'aiutante sembrano parlare Setswana, una lingua Bantù del Sudafrica e del Botswana, che implicherebbero che lo Stato si trovi a quelle latitudini, mentre nella quarta stagione sembra essere nell'Africa Occidentale, vicino alla Costa d'Avorio ed al Ghana. La capitale Bitanga è dotata di un aeroporto importante, una stazione televisiva e una stazione radio.
Il Kundu è menzionato per la prima volta nella seconda stagione, quando il presidente Nimbala è assassinato durante un golpe alla fine dell'episodio. Nel gennaio 2003 della cronologia della serie ("Inaugurazione, parte I"), il governo a base etnica Arkutu del presidente Nzele (descritto come malvagio e sadico) comincia una campagna di pulizia etnica contro gli Induye nella capitale Bitanga, uccidendo 200 persone: la violenza presto dilagherà nel paese. Nel discorso inaugurale della sua seconda presidenza Bartlet annuncia la propria dottrina sull'uso della forza: l'America interverrà ogni volta che ci saranno interessi umanitari in gioco. Con questa nuova dottrina, Bartlet manda una brigata dell'ottantaduesima Divisione Aerotrasportata, la 101ª Divisione Aerotrasportata e di un'unità della Marina, per un totale di 11.000 soldati, a Kundu (" California 47th"). A partire dall'episodio "Venticinque" le forze di Stati Uniti operano nel Kundu.

### Elezioni presidenziali
In linea di massima lo show tenta di creare una realtà alternativa, formata da sottili differenze con il passato recente statunitense a partire dagli anni settanta: nella serie infatti l'ultimo presidente "reale" è Richard Nixon, e da questo punto in poi le carriere politiche dei protagonisti si evolvono nella realtà alternativa.
A Nixon seguono sicuramente D. Wire Newman per un solo mandato (ultimo democratico prima di Bartlet) ed il repubblicano Owen Lassiter (morto nel gennaio 2004) per due, ma sull'esatta cronologia non ci sono molti dati certi, ed inoltre compaiono alcune contraddizioni.
Leo McGarry è citato come Ministro del Lavoro nell'amministrazione in carica nel 1993 e nel 1995, cioè esattamente prima di quella di Bartlet e questo farebbe pensare che fosse democratica. Nella prima stagione un Giudice della Corte Suprema che si sta per dimettere dice al presidente che ha aspettato quel momento cinque anni, fino a quando non ci fosse stato alla Casa Bianca un democratico. Nell'episodio della quarta stagione Debate Camp si vede un flashback dei giorni precedenti l'insediamento della nuova amministrazione, e quando Donna Moss incontra il suo predecessore, il repubblicano Jeff Johnson, appare chiaro che quella dimissionaria è stata in carica per due mandati, dato ribadito poi da Leo nella sesta stagione: dice chiaramente che sono lontani dal potere da otto anni e che nelle loro convention gridano lo slogan "Otto [anni] sono abbastanza". È quindi chiaro che prima di Bartlet ci fosse un repubblicano, ma non si specifica se questi fosse Lassiter: del predecessore di Bartlet si accennato nell'episodio Day memorial della quinta stagione, quando si vede un flashback ambientato tre giorni dopo le elezioni del 1998, ma non ne viene citato il nome.
La linea di passaggio tra il passato "reale" e quello fittizio è volontariamente trattato in modo ambiguo, rafforzato solo da citazioni di eventi politici minori, come votazioni o campagne elettorali. Sorkin ha detto in un commento al DVD della seconda stagione, riferendosi all'episodio 18th e Potomac che ha provato ad evitare di legare lo show ad anni specifici ma, nonostante la sua intenzione, le date reali vengono accennate, solitamente nel contesto delle elezioni avvenute nei due mandati di Bartlet.
Le elezioni presidenziali cadono nel 2002 e nel 2006, con uno scarto di due anni rispetto a quelle reali, avvenute nel 1996, 2000, 2004, ecc. La linea temporale della serie si lega correttamente a quella del mondo reale fino all'inizio della sesta stagione, quando poi sembra che un intero anno sia scomparso: ad esempio il termine ultimo per le primarie del New Hampshire, che cadrebbe normalmente nel mese di gennaio del 2006, viene spostato in un episodio al gennaio del 2005.
In un'intervista John Wells ha detto che la serie ha inizio all'incirca dopo un anno e mezzo dall'inizio della prima presidenza Bartlet e che l'elezione che lo avrebbe riconfermato cadeva proprio dopo poco più di due anni, cioè dopo il corretto lasso di tempo.
Nonostante l'attenzione impiegata nel creare una credibile cronologia nella storia politica statunitense dopo la presidenza di Richard Nixon, terminata nel 1974, nello show si possono cogliere piccoli "errori" che riportano l'ambientazione del serial al reale svolgimento politico statunitense. Nell'episodio della seconda stagione Galileo appare una foto di Bill Clinton sul muro della White House Situation Room e nel successivo The Stackhouse Filibuster si vede una targa che identifica la briefing room di CJ come "James S. Brady Press Briefing Room" il che presuppone che sia esistita la presidenza di Ronald Reagan. Nell'episodio della sesta stagione A Good Day su un muro della Casa Bianca c'è una foto di Jimmy Carter.

#### Elezioni presidenziali del 1998
La prima campagna elettorale di Bartlet non è mai stata particolarmente illustrata nello show. Si sa solo che ha vinto l'elezione con il 48% dei voti popolari (48 milioni di voti circa) e con 303 voti dei grandi elettori contro i 235 dell'avversario. Dei tre dibattiti avuti con quest'ultimo, un repubblicano di cui non si conosce il nome, ha vinto il terzo ed ultimo, organizzato otto giorni prima delle elezioni a Saint Louis, in Missouri, e questo gli permise di ottenere il margine che gli assicurò la vittoria. Josh Lyman aveva detto nei giorni prima dell'elezione "Bartlet sta buttando giù il muro" quando i sondaggi erano ancora troppo incerti per parlare, come ribadito da Leo McGarry in Bartlet per l'America.
A differenza dell'elezione, la campagna per la nomina a candidato dei democratici è stata ampiamente mostrata nei flashback. Negli episodi All'ombra delle due cattedrali e Bartlet per l'America si vede come Bartlet abbia sconfitto il senatore del Texas John Hoynes (Tim Matheson) e quello di Washington William Wiley, di come sia stato Leo McGarry a persuaderlo a candidarsi quando era governatore del New Hampshire, e di come abbia scelto proprio lo sconfitto John Hoynes come candidato alla vicepresidenza.

#### Elezioni del 2002
Nelle elezioni del 2002 Bartlet ed il suo vice John Hoynes si scontrano con il Governatore repubblicano della Florida Robert Ritchie (James Brolin) ed il suo vice Jeff Heston. All'interno dei Democratici Bartlet non aveva affrontato alcuna opposizione per la ricandidatura, benché il senatore democratico Stackhouse avesse lanciato una breve campagna indipendente per la presidenza: Ritchie, inatteso contendente alla nomina, emerge da un campo di altri sette candidati Repubblicani facendo appello alla base conservatrice.
Lo staff di Bartlet medita di sostituire il Vicepresidente John Hoynes con il Capo di Stato Maggiore della Difesa l'ammiraglio Percy Fitzwallace ma quando diventa chiaro che Ritchie sarà il candidato dei repubblicani, Bartlet allontana l'idea dichiarando che vuole ancora Hoynes come vice, potendo anche morire a causa della sclerosi multipla.
Una magnifica performance di Bartlet nell'unico dibattito fra i candidati gli consegna una vittoria schiacciante sia nel voto popolare che elettorale.

#### Elezioni del 2006
Un'accelerazione della linea temporale dello show, dovuta sia alla scadenza dei contratti di molti attori sia al desiderio di continuare il programma con costi di produzione più bassi, provocò l'omissione delle elezioni di medio termine del 2004 e l'elezione presidenziale durante la settima stagione. La sesta stagione illustra dettagliatamente le primarie dei due partiti e la settima copre il periodo che va dalla campagna elettorale fino all'insediarsi della nuova amministrazione, ma per il chiudersi dello show le elezioni, che si svolgono in novembre, vengono illustrate in due puntate andate in onda il 2 e il 9 aprile 2006.
Il membro del Congresso per lo Stato del Texas Matt Santos (Jimmy Smits) viene eletto candidato alla presidenza durante la Convention Nazionale dei Democratici alla quarta votazione, durante il finale della sesta stagione: l'uomo stava progettando di lasciare il Congresso prima di essere convinto a partecipare alla corsa per la presidenza da Josh Lyman. In precedenza aveva raccolto ben pochi voti nel caucus dell'Iowa ed era virtualmente fuori dalla corsa per le primarie nel New Hampshire, prima che un suo accorato appello in diretta televisiva lo portasse al terzo posto tra i candidati con un 19% del voto. Josh Lyman, responsabile della campagna di Santos, convince Leo McGarry a diventare il candidato alla vicepresidenza; tuttavia John Spencer, l'attore che impersonava Leo McGarry, morì improvvisamente il 16 dicembre 2005.
Sull'altro fronte il senatore della California Arnold Vinick (Alan Alda) si assicura la nomina dei repubblicani sconfiggendo alle primarie Glenn Allen Walken (John Goodman) ed il reverendo Don Butler (Don S. Davis): Vinick vorrebbe come proprio vice proprio Butler, ma questi si tira indietro per le posizioni del candidato sull'aborto, così ripiega sul Governatore della West Virginia Ray Sullivan (Brett Cullen). Vinick nella sesta stagione appare come uno sfidante virtualmente imbattibile per la sua popolarità in California, tipico Stato democratico, per le sue opinioni moderate ed il suo modo di fare accattivante. Vinick, tuttavia, affronta molte difficoltà con i membri pro-life del suo partito poiché è un candidato pro-choice e per il suo appoggio all'energia nucleare poiché avviene un grave incidente ad una centrale nucleare californiana.
La sera dell'elezione, Leo McGarry ha un grave attacco di cuore e muore in ospedale, con le urne ancora aperte nella Costa ovest: lo staff di Santos rende subito pubblica la notizia, mentre Arnold Vinick rifiuta di usare la morte di Leo come trampolino per la presidenza. Santos vince in Texas, Vinick in California e le sorti dell'elezione si concentrano in Nevada, dove entrambi i candidati hanno bisogno di una vittoria per assicurarsi la presidenza. Vinick dice chiaramente al suo staff che non richiederà un riconteggio dei voti se Santos sarà dichiarato vincitore e Josh Lyman dice lo stesso a Santos, anche se lo staff democratico manda una squadra di avvocati in Nevada. Santos è proclamato vincitore per soli 30.000 voti, con un margine elettorale di 272 a 266.
Il nuovo presidente organizza la propria amministrazione, scegliendo Josh Lyman come Capo del Personale, che a sua volta si rivolge all'ex collega Sam Seaborn perché sia il suo vice: avendo bisogno che i membri del proprio gabinetto abbiano esperienza, Santos nomina Arnold Vinick come Segretario di Stato, ritenendo l'anziano politico uno dei migliori strateghi disponibili e rispettato dai capi di Stato stranieri. Gli altri membri dello staff di Bartlet hanno piani che li portano lontano dalla capitale: C.J. Cregg, nonostante Santos le abbia offerto qualsiasi posto ella voglia, va a lavorare per un'associazione no profit in California e Toby Ziegler è perdonato da Bartlet e torna a vivere con l'ex moglie ed i figli. La serie termina con Bartlet che torna in New Hampshire: al momento del congedo questi saluta Santos dicendogli "Mi renda fiero, signor Presidente." a cui l'uomo risponde "Farò del mio meglio, signor Presidente".
Secondo il produttore esecutivo Lawrence O'Donnell Jr, la sceneggiatura originale prevedeva che la vittoria andasse a Vinick ma la morte di Spencer portò lui ed i suoi colleghi a prendere in considerazione la spinta emotiva che sarebbe risultata sugli spettatori se al contempo Santos avesse perso sia il suo candidato alla vicepresidenza che l'elezione. Alla fine si decise che gli ultimi episodi sarebbero stati riscritti da John Wells.
Nel 2008 aggiunse che «Dapprima prendemmo in considerazione l'idea di far vincere Jimmy Smits, perché era il solo nostro piano che si accordava con quanto era già accaduto, ma il personaggio di Vinick era arrivato ad essere così forte nello show e così efficace, che si trasformò in un vero concorrente… e così ci fu una vera e propria lotta tra i candidati alla presidenza tra gli sceneggiatori.»

#### Similitudini con l'elezione presidenziale del 2008
Le somiglianze fra l'elezione fittizia del 2006 e l'elezione presidenziale del 2008 negli Stati Uniti sono state rilevate dai media: il giovane candidato democratico appartenente ad una minoranza etnica (Matthew Santos nello show, Barack Obama nella realtà), ha una campagna primaria faticosa ma alla fine vincente contro un candidato che ha più esperienza (Bob Russell nello show, Hillary Clinton nella realtà) e sceglie un esperto politico come suo candidato alla vicepresidenza (Leo McGarry in un caso, Joe Biden nell'altro), mentre il campo repubblicano è dominato fin dall'inizio delle primarie da un maturo senatore non conformista di uno Stato occidentale (Arnold Vinick, John McCain in realtà), che sconfigge come proprio più pericoloso antagonista un pastore consacrato (il reverendo Butler nello show, Mike Huckabee in realtà) e sceglie come vicepresidente un governatore conservatore in ambito sociale proveniente da un piccolo Stato repubblicano (il governatore del West Virginia Ray Sullivan, la governatrice dell'Alaska Sarah Palin nella realtà).
Lo sceneggiatore Eli Attie chiamò David Axelrod per parlare di Obama dopo il discorso di quest'ultimo alla Convention nazionale dei Democratici del 2004 e gli disse di avere «preso ispirazione da lui [Obama] nel creare il personaggio [di Santos].» mentre l'attore Jimmy Smits disse che "Obama era uno del popolo che io ho osservato per scegliere un modello». Lo sceneggiatore e produttore Lawrence O'Donnell ha detto di aver parzialmente modellato Vinick proprio su McCain. Il Capo del personale di Obama, Rahm Emanuel, sarebbe alla base del personaggio di Josh Lyman, divenuto in seguito Capo del personale del presidente. Anche la nomina di Vinick (sconfitto della corsa alle presidenziali) a segretario di stato trova similitudine nel fatto che anche alla Clinton è stato offerto lo stesso incarico, Santos.

## DVD
In lingua italiana, è uscita la prima stagione nel novembre 2010.